# Đặng Văn Bá
Đặng Văn Bá (1873-1931), hiệu Nghiêu Giang, là một chí sĩ trong phong trào Duy Tân đầu thế kỷ 20 trong lịch sử Việt Nam.

## Tiểu sử
Đặng Văn Bá sinh trưởng tại xã Phất Náo, huyện Thạch Hà (nay là Thạch Bình, thành phố Hà Tĩnh), tỉnh Hà Tĩnh.
Cha ông là Thám hoa Đặng Văn Kiều. Năm 1900, Đặng Văn Bá đỗ cử nhân nên còn được gọi là Cử Đặng hay Cử Bá.
Năm 1904, ông tham gia phong trào Duy Tân tại Nghệ An-Hà Tĩnh, có chân trong tổ chức Minh xã và Ám xã của Phan Bội Châu và Ngô Đức Kế. Ông cũng là một trong những người đã sáng lập Triêu Dương thương điếm ở Vinh (Nghệ An).
Tính Đặng Văn Bá cứng cỏi, nhiệt thành yêu nước, bị nhà cầm quyền thực dân Pháp bắt đày Côn Đảo năm Mậu Thân (1908) cùng chuyến với Ngô Đức Kế, Đặng Nguyên Cẩn...
Năm 1921 (có tài liệu nói 1916), ông được tha, ở Sài Gòn một thời gian ngắn, sau đó về Huế sống với Phan Bội Châu, rồi về ở quê (Phất Náo) và mất năm 1931. Ông lấy bà Phan Thị Nguyên là con gái của tiến sĩ Phan Trọng Mưu cũng là một chí sĩ chống Pháp.
Đặng Văn Bá là người luôn giữ khí tiết, nên khi mất các đồng chí ông đều tiếc thương.

## Thơ Đặng Văn Bá
Sinh thời, Đặng Văn Bá có làm thơ để tỏ chí. Hiện trong Hợp tuyển thơ văn Việt Nam (1858-1920) có giới thiệu sáu bài thơ của ông, đó là:
- Tích niên kim nhật đáo Côn Lôn (Ngày này năm trước đến Côn Đảo), đã được Huỳnh Thúc Kháng dịch và giới thiệu lần đầu trong Thi tù tùng thoại do nhà xuất bản Nam Cường ấn hành tại Sài Gòn năm 1951.
- Vịnh Hai Bà Trưng
- Sài Gòn (1923)
- Than thở thói đời (1926)

Cũng trong năm 1926, khi ông đã về sống ở quê, nhân cái chết của Tây Hồ Phan Châu Trinh ở Sài Gòn, ông có làm hai bài thơ như sau:
| Sống Sống dại mà chi sống chật đời! Sống xem Âu Mỹ hổ chăng ai? Sống làm nô lệ cho người khiến, Sống chịu ngu si để bạn cười! Sống tưởng công danh không tưởng nước, Sống lo phú quý chẳng lo đời. Sống mà như thế đừng nên sống, Sống dại sinh chi đứng chật đời. | Chết Chết mà vì nước, chết vì dân, Chết ấy làm trai hết nợ nần. Chết bởi Đông Chu hồi thất quốc, Chết vì Tây Hán lúc tam phân. Chết như Hưng Đạo hồn thành thánh, Chết tựa Trưng Vương phách hóa thần. Chết cụ Tây Hồ hồn chẳng chết, Chết mà vì nước, chết vì dân. |

Ghi công Đặng Văn Bá, ở Hà Tĩnh hiện có một con đường mang tên ông .

## Sách tham khảo
- Nhiều người soạn, Thơ văn yêu nước và cách mạng đầu thế kỷ 20 (1900-1930). Nhà xuất bản Văn Học, 1976.
- Nhiều người soạn, Hợp tuyển thơ văn Việt Nam (1858-1920), quyển 2. Nhà xuất bản Văn Học, 1985.